# دينك تمبلتون
دينك تمبلتون (بالإنجليزية: Dink Templeton)‏ هو لاعب كرة قدم أمريكية أمريكي، ولد في 27 مايو 1897 في هيلينا في الولايات المتحدة، وتوفي في 7 أغسطس 1962 في بالو ألتو في الولايات المتحدة.

## وصلات خارجية
- دينك تمبلتون على موقع الاتحاد الأمريكي لسباقات المضمار والميدان، قاعة المشاهير (الإنجليزية)
- دينك تمبلتون عل موقع إسبنسكروم (الإنجليزية)
- دينك تمبلتون على موقع اللجنة الأولمبية الدولية (الإنجليزية)
- دينك تمبلتون على موقع أوليمبيديا (الإنجليزية)